# Sergi Samper
Sergi Samper Montaña (Barcelona, 20 de enero de 1995) es un futbolista español que juega de centrocampista en el Motor Lublin de la Ekstraklasa. 

## Trayectoria

### Inicios
Comenzó practicando tenis en el Club Tennis Barcino, en Barcelona, aunque su abuelo Jordi le consiguió una prueba en la Escuela del F. C. Barcelona. Tras superarla, se incorporó al Benjamín B del club culé. Desde ese momento, ha ido ascendiendo categorías, siendo capitán de todos los equipos inferiores. El Arsenal se interesó por él, pero el jugador decidió permanecer en el Barça. Con el Cadete A blaugrana ganó la Nike Premier Cup, disputada en Old Trafford, la Liga de Cataluña y la Mediterranean International Cup. Jugando en el Juvenil A, a las órdenes de Óscar García, fue llamado para entrenar con el primer equipo en varias ocasiones.

### F. C. Barcelona

#### Filial
La temporada 2013-14 la disputó como futbolista profesional del Barça B, que compitió en la Segunda División. En junio, el futbolista renovó su contrato, que le ligó al club hasta 2017. El equipo entrenado por Eusebio Sacristán quedó en tercera posición en la categoría, igualando su mejor clasificación histórica. Su participación activa dentro del filial azulgrana, le llevaron a ser nominado al Mejor Centrocampista de la Liga Adelante.

#### Primer equipo
La pretemporada 2014-15 la realizó con el primer equipo, a las órdenes de Luis Enrique, con el que disputó y ganó el trofeo Colombino y el Joan Gamper 2014. El 17 de septiembre de 2014 debutó en Liga de Campeones en la victoria por 1-0 ante el APOEL de Nicosia en fase de grupos. Samper disputó 33 encuentros en Segunda División pero el Barcelona B descendió de categoría esa temporada.
En la temporada 2015-16, fue incluido por Luis Enrique en la lista de convocados por el primer equipo para el Mundial de Clubes 2015 disputado en Japón. Debutó en Liga con el primer equipo el 12 de marzo de 2016 contra el Getafe en el Camp Nou.
En julio de 2016 subió oficialmente al primer equipo, tras ampliar su contrato hasta 2019 con la entidad azulgrana.

#### Cesiones
El 25 de agosto de 2016 fue cedido al Granada Club de Fútbol para la temporada 2016-17.
En agosto de 2017 volvió a ser cedido, en esta ocasión a la U. D. Las Palmas, también en la Primera División de España. El 6 de enero de 2018 sufrió una grave lesión que lo dejó sin jugar el resto de la temporada, lo cual indujo a que el contrato de cesión fuera rescindido y que volviese a Barcelona donde inició la recuperación.

### Vissel Kobe
El 4 de marzo de 2019 rescindió su contrato con el F. C. Barcelona. Al día siguiente, en la rueda de prensa de despedida, confirmó que se marchaba al Vissel Kobe japonés donde coincidiría con su antiguo compañero Andrés Iniesta. El 3 de julio anotó su primer gol como profesional en la Copa del Emperador.
Puso fin a su etapa en Japón en julio de 2023 después de llegar a un acuerdo para finalizar su contrato. Durante su estancia en el club disputó más de cien encuentros y ganó la Copa del Emperador y la Supercopa de Japón.

### Andorra y Polonia
Tras su marcha del Vissel Kobe se incorporó a los entrenamientos del F. C. Andorra y el 28 de julio firmó por dos temporadas, aunque tras la primera de ellas fue liberado. Entonces fichó por el Motor Lublin polaco.

## Selección nacional
Ha sido internacional con la selección sub-19 española.

## Estadísticas

### Clubes
Actualizado a 24 de mayo de 2025.
| Club                         | Div.          | Temporada     | Liga  | Liga  | Copas nacionales | Copas nacionales | Copas internacionales | Copas internacionales | Total | Total |
| Club                         | Div.          | Temporada     | Part. | Goles | Part.            | Goles            | Part.                 | Goles                 | Part. | Goles |
| ---------------------------- | ------------- | ------------- | ----- | ----- | ---------------- | ---------------- | --------------------- | --------------------- | ----- | ----- |
| F. C. Barcelona "B" · España | 2.ª           | 2013-14       | 40    | 0     | —                | —                | —                     | —                     | 40    | 0     |
| F. C. Barcelona "B" · España | 2.ª           | 2014-15       | 34    | 0     | —                | —                | —                     | —                     | 34    | 0     |
| F. C. Barcelona "B" · España | 2.ª B         | 2015-16       | 29    | 0     | —                | —                | —                     | —                     | 29    | 0     |
| F. C. Barcelona "B" · España | Total club    | Total club    | 103   | 0     | —                | —                | —                     | —                     | 103   | 0     |
| F. C. Barcelona · España     | 1.ª           | 2014-15       | 0     | 0     | 3                | 0                | 1                     | 0                     | 4     | 0     |
| F. C. Barcelona · España     | 1.ª           | 2015-16       | 1     | 0     | 3                | 0                | 3                     | 0                     | 7     | 0     |
| F. C. Barcelona · España     | 1.ª           | 2016-17       | 0     | 0     | 1                | 0                | 0                     | 0                     | 1     | 0     |
| Granada C. F. · España       | 1.ª           | 2016-17       | 22    | 0     | 1                | 0                | —                     | —                     | 23    | 0     |
| Granada C. F. · España       | Total club    | Total club    | 22    | 0     | 1                | 0                | —                     | —                     | 23    | 0     |
| U. D. Las Palmas · España    | 1.ª           | 2017-18       | 2     | 0     | 3                | 0                | —                     | —                     | 5     | 0     |
| U. D. Las Palmas · España    | Total club    | Total club    | 2     | 0     | 3                | 0                | —                     | —                     | 5     | 0     |
| F. C. Barcelona · España     | 1.ª           | 2018-19       | 0     | 0     | 1                | 0                | 0                     | 0                     | 1     | 0     |
| F. C. Barcelona · España     | Total club    | Total club    | 1     | 0     | 8                | 0                | 4                     | 0                     | 13    | 0     |
| Vissel Kobe Japón            | 1.ª           | 2019          | 24    | 0     | 7                | 1                | —                     | —                     | 31    | 1     |
| Vissel Kobe Japón            | 1.ª           | 2020          | 26    | 0     | 2                | 0                | 0                     | 0                     | 28    | 0     |
| Vissel Kobe Japón            | 1.ª           | 2021          | 32    | 0     | 5                | 0                | —                     | —                     | 37    | 0     |
| Vissel Kobe Japón            | 1.ª           | 2022          | 6     | 0     | 0                | 0                | 1                     | 0                     | 7     | 0     |
| Vissel Kobe Japón            | 1.ª           | 2023          | 0     | 0     | 4                | 0                | —                     | —                     | 4     | 0     |
| Vissel Kobe Japón            | Total club    | Total club    | 88    | 0     | 18               | 1                | 1                     | 0                     | 107   | 1     |
| F. C. Andorra · Andorra      | 2.ª           | 2023-24       | 19    | 1     | 0                | 0                | —                     | —                     | 19    | 1     |
| F. C. Andorra · Andorra      | Total club    | Total club    | 19    | 1     | 0                | 0                | —                     | —                     | 19    | 1     |
| Motor Lublin · Polonia       | 1.ª           | 2024-25       | 25    | 0     | 0                | 0                | —                     | —                     | 25    | 0     |
| Motor Lublin · Polonia       | Total club    | Total club    | 25    | 0     | 0                | 0                | —                     | —                     | 25    | 0     |
| Total carrera                | Total carrera | Total carrera | 260   | 1     | 30               | 1                | 5                     | 0                     | 295   | 2     |
| 1. 2.                        |               |               |       |       |                  |                  |                       |                       |       |       |

## Palmarés

### Campeonatos nacionales
| Título              | Club            | País   | Año  |
| ------------------- | --------------- | ------ | ---- |
| Liga de España      | F. C. Barcelona | España | 2015 |
| Copa del Rey        | F. C. Barcelona | España | 2015 |
| Supercopa de España | F. C. Barcelona | España | 2016 |
| Supercopa de España | F. C. Barcelona | España | 2018 |
| Copa del Emperador  | Vissel Kobe     | Japón  | 2019 |
| Supercopa de Japón  | Vissel Kobe     | Japón  | 2020 |

### Campeonatos internacionales
| Título                       | Club            | Sede   | Año  |
| ---------------------------- | --------------- | ------ | ---- |
| Liga de Campeones de la UEFA | F. C. Barcelona | Berlín | 2015 |
| Mundial de Clubes            | F. C. Barcelona | Japón  | 2015 |